# HD 89744
HD 89744 (HR 4067 / HIP 50786 / GJ 9326) es una estrella en la constelación de la Osa Mayor de magnitud aparente +5,73, visualmente situada cerca de Tania Australis (μ Ursae Majoris). Se encuentra a 130 años luz de distancia del sistema solar. En 2000 se anunció el descubrimiento de un planeta extrasolar en torno a esta estrella.
HD 89744 está catalogada como una enana amarilla de tipo espectral F7V; sin embargo, su gravedad superficial y su posición en el diagrama de Hertzsprung-Russell indican que la estrella ya ha evolucionado desde la secuencia principal. Con una temperatura superficial de 6200 K, es unos 420 K más caliente que el Sol. Su diámetro es 2,1 veces más grande que el del Sol y su masa es aproximadamente un 50 % mayor que la masa solar.
Tiene una metalicidad —abundancia relativa de elementos más pesados que el helio— un 38 % mayor que la del Sol.
Es destacable su alto nivel de europio ([Eu/H] = +0,23), elemento representativo del llamado «proceso-r» por el que se forman elementos pesados por captura neutrónica rápida.
HD 89744 es una estrella antigua con una edad estimada de 8090 millones de años.
HD 89744 parece tener una tenue acompañante separada unas 2460 UA, con una masa comprendida entre 0,073 y 0,077 masas solares.
Dicha masa la sitúa en el límite por encima del cual una estrella es capaz de iniciar la fusión nuclear del hidrógeno; por debajo del mismo, el objeto es una enana marrón.

## Sistema planetario
En 2000 se dio a conocer la existencia de un planeta (HD 89744 b) cuya masa mínima es 8 veces mayor que la de Júpiter. Se mueve en una órbita altamente excéntrica cuya distancia a la estrella en el periastro es de 0,29 UA —algo mayor que la distancia existente entre Mercurio y el Sol— mientras que en el apastro es de 1,49 UA. El período orbital es de 256,6 días.
| Acompañante (En orden desde la estrella) | Masa (MJ) | Período orbital (días) | Semieje mayor (UA) | Excentricidad |
| ---------------------------------------- | --------- | ---------------------- | ------------------ | ------------- |
| b                                        | > 7,99    | 256,605                | 0,89               | 0,67          |